# Puerta del Conde

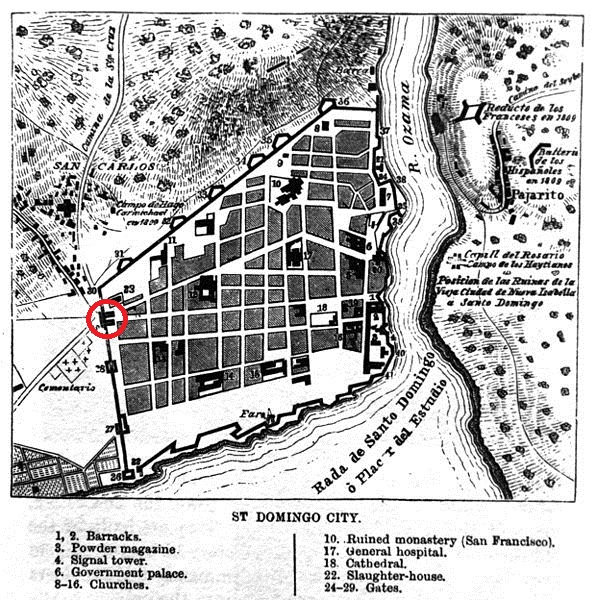
Kaart van koloniaal Santo Domingo. De rode stip is de locatie van de poort.

De Puerta del Conde is een stadspoort en de tweede in de huidige stadswijk (barrio) Ciudad Colónial van de Dominicaanse hoofdstad Santo Domingo de Guzmán; Ciudad Colónial is in 1990 door UNESCO op de Werelderfgoedlijst is geplaatst onder de titel Koloniale stad Santo Domingo.
Op 27 februari 1844 riep een van de Dominicaanse stichters, Francisco del Rosario Sánchez, bij deze poort de Dominicaanse onafhankelijkheid uit en hees daarbij de eerste Dominicaanse vlag. De poort maakt deel uit van een structuur genaamd El Baluarte del Conde (het bolwerk van de graaf), een fort. Het fort maakte deel uit van een groter systeem van vestingwerken die Ciudad Colonial moesten beschermen. De eerste stadspoort was de Puerta de Santiago, maar men noemde deze later ook Puerta Cerrada en Puerta de la Misericordia.

## Geschiedenis
De bouw van het fort, toen nog het Fort San Genaro begon in 1543. Het ontwerp en de constructie zijn het werk van de architect Rodrigo de Liendo. Tot het einde van de 19e eeuw was het de belangrijkste toegang tot het achterland, en de meest noordelijke grens van de stad. Het was vooral bedoeld om de stad te verdedigen tegen aanvallen uit het binnenland.
De muralla (muur) werd in 1655 gewijzigd, nadat de Engelsen onder leiding van William Penn en Robert Venables Santo Domingo hadden belegerd. De invasie werd gedwarsboomd door de Spaanse troepen onder bevel van de kapitein-generaal van de kolonie,  Don Bernardino de Meneses y Bracamonte, graaf van Penalva. Er werd een muralla aan Fort San Genaro toegevoegd, het moest een bastion en citadel worden. Sinds 1655 worden de structuren naar de graaf vernoemd als de Puerta del Conde (de Poort van de Graaf).
Het Baluarte del Conde Bolwerk van de graaf was een typisch 17e-eeuws bastionfort met Italiaanse invloeden. In het Caraïbisch gebied zijn deze forten bewaard gebleven als een belangrijke erfenis van vestingwerken uit de 17e eeuw. De defensieve stadsmuur bereikte zijn voltooiing tegen de 18e eeuw. Met de diverse toevoegingen werd het koloniale Santo Domingo effectief omsloten met een vijfhoekige muur. Er zijn niet veel overblijfselen van de verdedigingsmuren die de hele stad eens omringden, met uitzondering van een aantal secties met poorten en forten, waaronder de Puerta del Conde, Puerta de la Misericordia, Fuerte San Gil, Fuerte San Jose en Fuerte Santa Barbara.
Archeologische opgravingen en restauratie hebben aan het licht gebracht dat de bouw overeenkomt met andere middeleeuwse versterkte poort.
De gerestaureerde fundamenten van de muren en grachten bij de poort geven een duidelijk beeld van hoe het er eens heeft uitgezien.

## La Puerta del Conde nu
Vandaag de dag is La Puerta del Conde de hoofdingang naar het Parque Nacional (Nationaal Park), ook wel aangeduid als Parque Independencia (Onafhankelijkheidspark). Boven de boog van de Puerta del Conde staat in het Latijn geschreven "Dulce et Decorum est Pro Patria Mori", wat betekent "Het is zoet en eervol om te sterven voor het vaderland". De Baluarte del Conde is een symbool van onafhankelijkheid en bevat een aantal monumenten en structuren die getuigen van de Dominicaanse strijd voor vrijheid. Het is gebruikelijk om te verwijzen naar de Puerta del Conde en het Parque Nacional, omdat deze de meest zichtbare en relevante symbolen van de Dominicaanse Republiek zijn. Recht achter de poort, aan de rand van de gerestaureerde fundamenten is het Altar de la Patria (Altaar van het Vaderland) gevestigd. Dit is het mausoleum van de drie vaders des vaderlands.

## Onafhankelijkheidspark

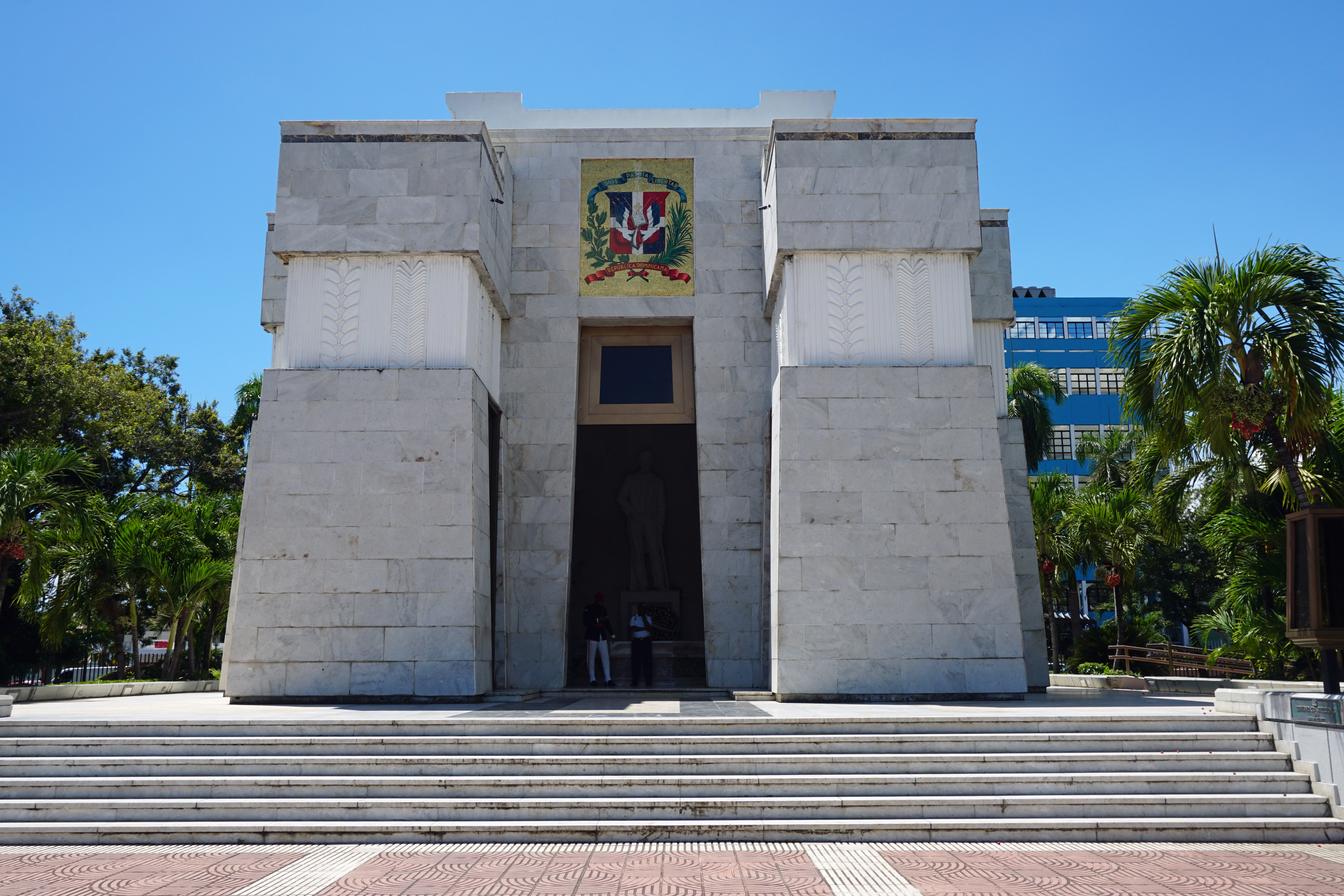
Altar de la Patria

Het Parque Independencia (Onafhankelijkheidspark) is een historisch park achter de poort van het Baluarte del Conde. Het is zo genoemd omdat het de plek is waar in 1844 de Dominicaanse onafhankelijkheid werd uitgeroepen. Het Altar de la Patria bevindt zich hier. Parque Independencia is tegenwoordig alleen nog gebonden aan een deel van de oorspronkelijke defensieve muur: de Puerta del Conde. In 1912 werd het park in de huidige vorm ontworpen door architect Antonin Nechodoma. Dit herontwerp vergemakkelijkte later de bouw van het Altar de la Patria.

## Altaar van het Vaderland
Het Altar de la Patria (Altaar van het Vaderland) is een mausoleum van wit marmer, gebouwd in 1976. Het herbergt de resten van de grondleggers van de Dominicaanse Republiek: Juan Pablo Duarte, Francisco del Rosario Sánchez en Ramón Matías Mella, gezamenlijk bekend als Los Trinitarios. In het mausoleum bevinden zich beelden van de vaders des vaderlands, gebeeldhouwd door de Italiaanse beeldhouwer Nicholas Arrighini, en er is ook een "eeuwige vlam" ter nagedachtenis aan de patriotten. De poort en het mausoleum worden bewaakt door militairen in gala uniform.